# Lijst van burgemeesters van Middelie
Dit is een lijst van burgemeesters van de voormalige Nederlandse gemeente Middelie tot die gemeente in 1970 opging in de nieuwe gemeente Zeevang.
| Ambtsperiode | Naam burgemeester       | Partij of stroming | Bijzonderheden                                                                |
| ------------ | ----------------------- | ------------------ | ----------------------------------------------------------------------------- |
| 1820 - 1827  | Fredrik Lodewijk Arentz |                    | schout/burgemeester; tevens schout/burgemeester van Kwadijk en Warder         |
| 1827 - 1857  | Pieter Peeting          |                    | tevens burgemeester van Kwadijk en Warder                                     |
| 1857 - 1889  | Henrikus (H.) Snijder   |                    | tevens burgemeester van Kwadijk en Warder                                     |
| 1890 - 1894  | Simon (S.) Berman       |                    | tevens burgemeester van Kwadijk en Warder, later burgemeester van Schagen     |
| 1894 - 1926  | J.T. de Graaff          |                    | tevens burgemeester van Kwadijk en Warder                                     |
| 1926 - 1945  | Willem Raginus Drost    |                    | tevens burgemeester van Kwadijk en Warder                                     |
| 1946 - 1961  | Cees (C.) Kooiman       | PvdA               | tevens burgemeester van Kwadijk en Warder, later burgemeester van Weesp       |
| 1961 - 1970  | Christiaan (C.H.) Moll  | PvdA               | tevens burgemeester van Kwadijk en Warder, later burgemeester van Callantsoog |